# Bakouma (Ivoorkust)
Bakouma is een plaats in het departement Man in Ivoorkust met Supermarché de Tiény-Siably op 2,7 km ten noordwesten.